# Acanthus hirsutus
Acanthus hirsutus är en akantusväxtart. Acanthus hirsutus ingår i släktet akantusar, och familjen akantusväxter.

## Underarter
Arten delas in i följande underarter:
- A. h. roseus
- A. h. hirsutus
- A. h. syriacus